# Soltam K6
Soltam K6 je 120 mm minobacač kojeg je razvila i proizvela izraelska tvrtka Soltam Systems. Riječ je o inačici dalekog dometa u odnosu na prethodnika K5 te je zamjena za starije minobacače kao što je primjerice M30 kalibra 107 mm kojeg koristi američka vojska. K6 je laganiji u odnosu na M30, ima veći domet te može ispaljivati četiri granate u minuti (jedna granata više od M30).
U Sloveniji se proizvodila licencna inačica minobacača Soltam K6 pod nazivom MN-9 dok se u Iranu proizvodio Hadid HM16 (također kopija M6).

## Dizajn
Za razliku od manjih minobacača kalibara 60 i 80 mm, kod Soltama M6 (120 mm) prilikom ispaljivanja granate ne dolazi do rotacije projektila u letu. Iako teški minobacači zahtijevaju prijevoz kamionima i sl., K6 je mnogo laganiji od primjerice dijelova poljskoga topništva. M6 ima veći domet od lakih i srednjih minobacača a njegova eksplozivna snaga je mnogo veća. Poboljšana inačica M6 je nazvana K6A3.

## Uporaba u američkoj vojsci
Soltam K6 je ušao u službu oružanih snaga SAD-a 1991. godine kao M120 Mortar System. Njegova zadaća bila je da kao teško naoružanje pod velikim kutom osigura neizravnu paljbu i vatrenu podršku zapovjednoj jedinici. Osim toga, M120 se u određenim situacijama koristi za potrebe mehaniziranih jedinica i lakog pješaštva. Jedna od značajki M120 je da se može konvertirati u pod-kalibarski minobacač što mu daje mogućnost da ispaljuje 81 mm granate.
M120 se prevozi pomoći Humveeja dok su nosači minobacača poznati kao M1064 i M1129 te nose oznaku M121.
2007. je američka vojska naručila 588 M326 MSS od britanskog BAE Systemsa. Riječ je o inačici M6 koja se može montirati na kamion, M1100 prikolicu ili nosač minobacača za manje od 20 sekundi.

### Tehničke karakteristike M120
| M120                          | M120                  | M120                                                 | M120                                                                   | M120   |
| Min. domet                    | Max. domet            | Težina                                               | Brzina paljbe                                                          | Posada |
| ----------------------------- | --------------------- | ---------------------------------------------------- | ---------------------------------------------------------------------- | ------ |
| 200 m                         | 7.240 m               | 144,7 kg (bez municije) 326,1 kg (montiran na nosač) | 16 granata u min. (prva minuta) 4 granate u min. (kontinuirana paljba) | 5      |
| Dijelovi M120 minobacača      |                       |                                                      |                                                                        |        |
| Dio                           | Težina                |                                                      |                                                                        |        |
| M298 cijev                    | 50 kg                 |                                                      |                                                                        |        |
| M190 dvonožac                 | 32 kg                 |                                                      |                                                                        |        |
| M9 postolje                   | 62 kg                 |                                                      |                                                                        |        |
| M1100 prikolica               | 181 kg                |                                                      |                                                                        |        |
| M67 optička jedinica          | 1,1 kg                |                                                      |                                                                        |        |
| Raspoloživo streljivo za M120 |                       |                                                      |                                                                        |        |
| Streljivo                     | Vrsta                 |                                                      |                                                                        |        |
| M929                          | Dimna granata         |                                                      |                                                                        |        |
| XM930                         | Iluminacijska granata |                                                      |                                                                        |        |
| XM930E1                       | Iluminacijska granata |                                                      |                                                                        |        |
| XM983                         | Iluminacijska granata |                                                      |                                                                        |        |
| XM931                         | Vježbovna granata     |                                                      |                                                                        |        |
| M933                          | HE granata            |                                                      |                                                                        |        |
| M934                          | HE granata            |                                                      |                                                                        |        |
| M934A1                        | HE granata            |                                                      |                                                                        |        |

## Korisnici
- Izrael: izraelske obrambene snage (primarni korisnik).
- Armenija: oružane snage Armenije.
- Brazil: brazilski marinski korpus.
- Danska: Kraljevske danske oružane snage koriste minobacač pod oznakom M/10.
- Egipat: egipatska vojska.
- Irak: iračka vojska je naručila 565 minobacača Soltam M6.
- Iran: ne-licencna kopija pod nazivom Hadid HM16.
- JAR: južnoafričke nacionalne obrambene snage.
- Maroko: Kraljevska marokanska vojska.
- Meksiko: meksička vojska.
- Nikaragva: nacionalna garda Nikaragve.
- SAD: američka vojska koristi minobacač pod oznakama M120 i M121.
- Slovenija: za potrebe slovenske vojske u Sloveniji se licencno proizvodi K6 pod oznakom MN-9.
- Šri Lanka: šrilankanska vojska.
- Republika Kina: tajvanska vojna policija.